# HMS Nigeria
La HMS Nigeria (Pennant number 60) è stata un incrociatore classe Crown Colony, tipo Fiji, della Royal Navy. Venne impostato l'8 febbraio 1938 nei cantieri Vickers-Armstrong, varato il 18 luglio 1939 ed entrò in servizio il 23 settembre 1940, in piena seconda guerra mondiale.

## Servizio

### Con laHome Fleet
All'ingresso in servizio venne aggregata alla Home Fleet presso il 10º Squadrone incrociatori servendo nelle acque del Mare del Nord. Il 28 giugno 1941, insieme ai cacciatorpediniere Bedouin, Tartar e Jupiter, intercettò la nave meteorologica tedesca Lauenburg in una spessa nebbia a nord ovest dell'isola di Jan Mayen grazie al radar HF/DF. L'equipaggio tedesco abbandonò la nave permettendo quindi di recuperare importanti cifrari e parti della macchina Enigma. Questa fu una delle prime catture di parti di Enigma durante la guerra, venendo poche settimane dopo la cattura da parte del cacciatorpediniere Bulldog della prima macchina intera dal sottomarino tedesco U-110 il 9 maggio.
Nel mese di luglio la Nigeria divenne la nave ammiraglia della Forza K, al comando del contrammiraglio Philip Vian. In questo periodo la Forza K fece due spedizioni a Spitsbergen, in territorio norvegese, la prima con compiti di ricognizione e la seconda scortando la nave trasporto truppe Empress of Australia con a bordo truppe canadesi e un gruppo di guastatori (Operazione Gauntlet). L'obiettivo della missione era di evacuare dall'isola personale norvegese e sovietico e distruggere le miniere di carbone e i depositi di carburante che sarebbero potuti cadere in mano nemica. Sull'isola di Bjørnøya venne invece distrutta la stazione meteorologica tedesca. I due incrociatori della scorta, la Nigeria e la Aurora, vennero anche impegnati nell'intercettare un convoglio tedesco. Nell'azione la Nigeria affondò la nave da addestramento Bremse rimanendo però gravemente danneggiata a prua, forse a causa di una mina. Di ritorno in patria, venne inviata a Newcastle per le riparazioni, durante le quali venne anche installato un radar Type 284.
Tornata in servizio nel gennaio 1942, venne riassegnata allo stesso squadrone con compiti di scorta ai convogli artici diretti in Unione Sovietica.

### Nel Mediterraneo e in Estremo Oriente

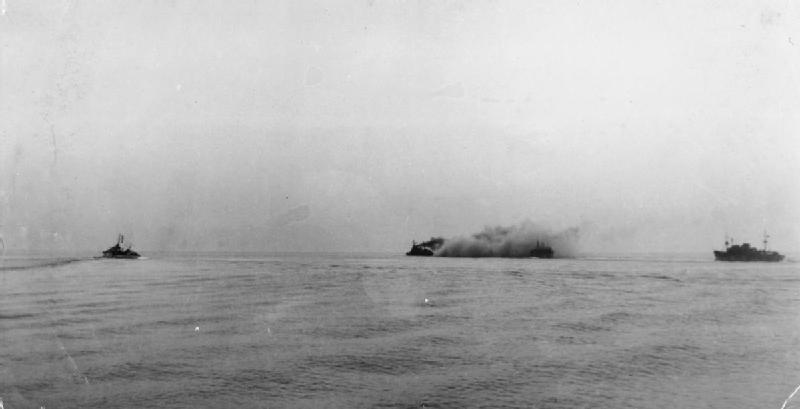
La Nigeria silurata nel Mediterraneo

In agosto partecipò assieme ad altre navi della Home Fleet alla scorta al convoglio denominato WS21 diretto a Malta (Operazione Pedestal). La Nigeria venne designata come nave comando della scorta di prossimità al convoglio agli ordini dell'ammiraglio Harold Burrough. Il 13 agosto venne colpita da un siluro lanciato dal sommergibile italiano Axum, riuscendo a tornare a Gibilterra per riparazioni scortata da tre cacciatorpediniere. L'ammiraglio in comando si trasferì quindi a bordo del cacciatorpediniere Ashanti. Dopo le riparazioni provvisorie venne trasferita negli Stati Uniti presso il cantiere di Charleston, dove rimase fino al settembre 1943. Durante i lavori vennero rimossi gli aerei imbarcati e la nave venne predisposta per l'installazione di radar di nuova concezione al momento del ritorno in patria. Nel mese di dicembre venne quindi assegnata al 4º Squadrone incrociatori della Eastern Fleet, giungendo a Ceylon il 27 marzo 1944, dopo aver tratto in salvo il 12 marzo l'equipaggio della americana James B. Stephens, silurata l'8 marzo dal sottomarino tedesco U-160 circa 280 km a nord-est di Durban. Partecipò quindi a vari raid su Sumatra, venendo trasferita in novembre nella appena formata British Pacific Fleet. In dicembre appoggiò le operazioni di terra in corso a Burma insieme agli incrociatori Kenya e Newcastle.
Nel febbraio 1945 venne trasferita a Simon's Town, in Sudafrica, per lavori di manutenzione e per i turni di riposo dell'equipaggio, tornando a Ceylon il 3 maggio. Nel mese di luglio appoggiò le operazioni di sminamento e bombardamento precedenti all'invasione della Malaysia. Fino alla conclusione delle ostilità partecipò quindi ai successivi sbarchi alleati nei territori controllati dall'Impero giapponese, rimanendo poi nelle Indie Orientali sino alla fine dell'anno.

### Nel dopoguerra
Tornata in patria in dicembre per un raddobbo, venne poi impiegata come ammiraglia della zona di operazioni dell'Atlantico meridionale, dove rimase fino al 1950. La nave venne radiata nel 1951 e acquistata dopo tre anni dalla Marina militare indiana, venendo ribattezzata INS Mysore ed entrando in servizio nel 1957 come ammiraglia dopo un lungo ciclo di lavori. Nel 1959, durante un'esercitazione congiunta con la Royal Navy, entrò in collisione con il cacciatorpediniere Hogue, danneggiandone gravemente la prua. La nave rimase in servizio fino al 20 agosto 1985, servendo negli anni 70 come nave scuola.